# 真实公司
真实公司是泰国的一家电信公司，泰国最大的有线电视供应商TrueVisions是其旗下公司，此外泰国的大型互联网公司True Internet、移动运营商TrueMove H也属于该公司。它本身则隶属于正大集团。

## 历史
公司建立于1990年11月13日，当时叫TelecomAsia，1993年12月22日在泰国证券交易所上市。
2014年9月11日，中国移动斥资285.7亿泰铢（约合人民币55亿元）收购该公司18%的股份。